# Xelhua
Xelhua – jeden z siedmiu gigantów z azteckiej mitologii, którzy uciekli przed potopem wspinając się na górę boga deszczu Tlaloca. Później zbudowali wielką piramidę w Choluli. Dominikański mnich zapisał następujące sprawozdanie:

Zanim nastąpiło wielkie wylanie wody 4,800 lat po założeniu świata, kraj Anahuac został zamieszkany przez gigantów, z których wszyscy albo zginęli w wielkim wylaniu wody albo zostali przemienieni w ryby, poza siedmioma, którzy uciekli do jaskiń.

Kiedy wody opadły jeden z gigantów nazywający się Xelhua o przydomku "Architekt" udał się do Choluli, gdzie jako monument ku czci Tlaloca, który służył za schronienie jemu i jego sześciu braciom, zbudował sztuczne wzgórze w formie piramidy. Nakazał aby cegły wykonano w prowincji Tlalmanalco, u stóp Sierra Cecotl i w celu dostarczenia ich do Choluli ustawił rząd ludzi jeden za drugim, którzy przekazywali je z ręki do ręki. Bogowie zauważyli z gniewem budowle, której szczyt miał sięgać chmur. Zdenerwowani śmiałą próbą Xelhuy rzucili na piramidę ogień. Wielu robotników zginęło. Pracę zostawiono a monument zadedykowano później Quetzalcoatlowi.